# IC 2135
IC 2135 — галактика типу Sc (компактна спіральна галактика) у сузір'ї Голуб.
Цей об'єкт міститься в оригінальній редакції індексного каталогу.